# Laemophloeus insularis
Laemophloeus insularis is een keversoort uit de familie dwergschorskevers (Laemophloeidae). De wetenschappelijke naam van de soort werd in 1885 gepubliceerd door Antoine Henri Grouvelle.